# Achias stigon
Achias stigon är en tvåvingeart som beskrevs av Mcalpine 1994. Achias stigon ingår i släktet Achias och familjen bredmunsflugor. Inga underarter finns listade i Catalogue of Life.